# جان فور
جان فور (بالفرنسية: Jean Faure)‏ هو سياسي فرنسي، ولد في 14 يناير 1937. حزبياً، نشط في الاتحاد من أجل حركة شعبية والاتحاد من أجل الديمقراطية الفرنسية. وقد انتخب عضو مجلس الشيوخ الفرنسي وانتخب عضو مجلس جهوي.